# Pterodroma sandwichensis
Pterodroma sandwichensis е вид птица от семейство Procellariidae. Видът е световно застрашен, със статут Уязвим.

## Разпространение
Видът е разпространен в САЩ.